# Шарлевиль (футбольный клуб)
«Шарлевиль» (фр. Olympique football club Charleville) — французский футбольный клуб из города Шарлевиль-Мезьер, Арденны. Клуб принимает своих соперников на Стад дю Пети-Буас, вмещающим 3 000 зрителей. В настоящее время выступает на любительском региональном уровне.

## История
«Шарлевиль» был основан в 1904 году, после чего несколько раз менял своё название. Клуб стал профессиональным в 1935 году и играл в Лиге 2 до 1939 года. В 1936 году «Шарлевиль» своей игрой добился возможности играть в финале Кубка Франции. Там им предстояло встретиться с будущим чемпионом Лиги 1 того сезона «Расингом». Благодаря своей защитной тактики команда смогла дойти до финала, где боролась на равных, но все же проиграла 0:1. Это остается самым главным достижением клуба на сегодняшний день.
После второй мировой войны «Шарлевилю» не удалось вернуть себе профессиональный статус. Команда опустилась до 6 дивизиона, где играет в настоящее время.

## Достижения
Кубок Франции
- Финалист: 1936